# Britansko-sovjetska invazija na Iran
Britansko-sovjetska invazija na Iran (angleško tajno ime: Operacija Countenance) je operacija v 2. svetovni vojni, ki je potekala v avgustu 1941. S to operacijo sta Velika Britanija in Sovjetska zveza napadli in okupirali Iran. Namen te operacije je bilo zavzetje iranskih naftnih vrelcev in transportnih poti za oskrbovanje Sovjetske zveze med 2. svetovno vojno.

## Uvod
Že dolgo pred začetkom druge svetovne vojne in vzponom nacizma  je takratni iranski šah Reza Pahlavi navezal tesnejše gospodarske stike z Nemčijo, da bi državo zavaroval pred britanskimi in sovjetskimi vplivi, ki so bili predvsem v gospodarskem smislu večinoma neugodni za Iran. Velika Britanija je namreč že pred vojno izkoriščala iranske naftne zaloge, pri čemer je bil Iran kljub pogodbi o sodelovanju med državama na slabšem. Iran je namreč od vseh poslov z nafto dobil le 10 - 15% dobička.
Po začetku 2. svetovne vojne so se dobri odnosi med državama nadaljevali, vendar je Iran ostal nevtralna država in ni sodeloval v bojih, ravno tako ni podpiral nacistične doktrine (med drugim je preko svojih veleposlaništev v Evropi organiziral evakuacijo Judov in jim podelil iransko državljanstvo). Britanci so kljub vsemu začeli verjeti, da bo iranska naftna industrija, ki je Britancem zagotavljala veliko nafte, prej ali slej padla v nemške roke.
Medtem so Sovjeti pa so iskali novo pot za dostavo zavezniške vojaške pomoči in zalog v Sovjetsko zvezo, saj so nemški napadi in zaledenitev morja onemogočili dostavo preko Severnega morja in Baltika. Najbolj primerna se jim je zato zdela pot iz Perzijskega zaliva čez Iran v Sovjetsko zvezo.
Da bi Britanci in Sovjeti zaščitili svoje interese, so začeli s pritiski na Iran. Zahtevali so prekinitev sodelovanja z Nemčijo ter izgon nemških delavcev, inženirjev in diplomatov. Šah ni želel ugoditi njihovim zahtevam, saj je bil Iran med 2. svetovno vojno nevtralna država in ni videl razloga za prekinitev odnosov z Nemčijo. Zato sta Britanija in Sovjetska zveza po večkratni grožnji z napadom 25. avgusta 1941 začela z napadom na Iran.
Šah Reza Pahlavi je za pomoč pri tej zadevi prosil ameriškega predsednika Franklina D. Roosevelta, ki pa zaradi strateških interesov zavezniške Velike Britanije in Sovjetske zveze ni želel posredovati, je pa obljubil, da invazija ne bo kršila ozemeljske celovitosti Irana.

## Invazija
Britanske sile so v Iran vdrle iz Iraka z dvema divizijama in tremi brigadami. Iranska vojska se je na napad sicer pripravila, vendar kljub enakovrednemu številu vojakov Iran ni imel dovolj izkušenj in vojaške tehnike za boj na več frontah. Britanske sile so uničile tudi iransko mornarico, preden je ta uspela organizirati odpor, zato niso imele težav z zavzetjem pristanišča in naftnih vrelcev pri Abadanu na jugu Irana. K hitremu napredovanju zaveznikov je pripomoglo tudi dejstvo, da šah ni dovolil uničenja cestne in železniške infrastrukture. 
V provinci Kuzestan v notranjosti države je bil odpor močnejši. Posebej močna je bila iranska obramba pri mestu Ahvaz, ki je uspela zaustaviti britansko napredovanje. Kljub temu je 29. avgusta iranske poveljnike dosegla novica o prekinitvi ognja, zato so z odporom prenehali. Tudi napredovanje v osrednji del Irana Britancem ni predstavljalo posebnih težav. Iranske sile so v pokrajini Kermanšah na zahodu Irana organizirale obrambo pred britanskim napredovanjem, vendar ta ni bila uspešna zaradi britanske premoči in slabega vodenja iranskih sil v regiji. Pot do Teherana je bila s tem odprta. 
Sovjetske sile so v Iran vdrle s Kavkaza in zasedle severni del države. Poveljnik enot, katerih naloga je bila obramba severnega dela države, je zbežal in vojaške enote na tem področju so tako ostale brez vodenja in brez oskrbovanja. Iranske sile so organizirale močan odpor ob Kaspijskem jezeru, vendar so jih kasneje uničili sovjetski bombniki, ki so močno bombardirali tudi mesta na severu. Tudi sovjetske sile kljub iranskim poskusom, da zadržijo sovjetsko napredovanje, niso imele težjega dela in po štirih dneh so se ustavile približno 150 km pred Teheranom. Iran je bil s tem praktično razdeljen na dva dela.
Šah je bil zaradi hitrega poraza svoje vojske, ki jo je opremljal precej dolgo časa, zelo nezadovoljen. Ko je odkril, da so za neuspeh precej krivi tudi nekompetentni vojaški poveljniki, od katerih so nekateri očitno simpatizirali z okupatorjem in sabotirali delovanje podrejenih enot, je odpustil vrhovnega poveljnika oboroženih sil in 29. avgusta ukazal prenehanje vseh vojaških akcij ter začel s pogajanji z Britanci in Sovjeti.
Britanci so zahtevali, da Iran nemudoma izžene nemške diplomate in inženirje, zapre diplomatska predstavništva drugih držav sil osi, preostale nemške državljane pa izroči okupacijskim silam. Šah je namesto tega uredil skriven odhod nemških državljanov iz Irana, zato so Britanci in Sovjeti zasedli Teheran. Šah je bil aretiran in izgnan v Južnoafriško republiko, kjer je kmalu zatem umrl. Na prestolu ga je zamenjal njegov 22-letni sin Mohamed Reza Pahlavi, ki je nato vladal do islamske revolucije leta 1979.
Novi šah je januarja 1942 z Britanci in Sovjeti podpisal pogodbo o nevojaškem sodelovanju, ki je med drugim okupacijske sile zavezoval k odhodu iz Irana v šestih mesecih po koncu vojne. S tem je bila oskrbovalna pot preko Irana odprta.

## Dogodki po okupaciji in iranska kriza
Preko Irana je bil s koncem spopadov odprt t. i. perzijski koridor, katerega glavni namen je bilo zavezniško oskrbovanje Sovjetske zveze, pa tudi britanskih sil v regiji. Pot se je začela v iraških in iranskih pristaniščih v Perzijskem zalivu (Bušer, Bandar Imam, Basra), od tam pa preko Teherana proti Ašhabadu in Bakuju. Samo v Sovjetsko zvezo je bilo po tej poti prepeljano preko 5 milijonov ton tovora, kar je predstavljalo približno tretjino vse pomoči, poslane Sovjetski zvezi v okviru ameriške pomoči zaveznikom.
Britanskim silam so se leta 1943 pridružile tudi ameriške sile, ki so štele 30000 mož. Ameriške sile so zavezniško pomoč nudile tudi Iranu in začele uriti iransko vojsko. V letu 1943 je Iran prekinil nevtralnost in napovedal vojno nacistični Nemčiji, s čimer je pridobil pravico do članstva v bodoči OZN.
Invazija je povzročila sesutje iranske državne uprave, to pa je v kombinaciji z zasegi hrane s strani okupacijskih sil (predvsem Sovjetov) povzročilo pomanjkanje hrane za civiliste. Srednji sloj je bil močno prizadet zaradi inflacije, težave pa so povzročali tudi vojaški uradniki okupacijskih sil, ki so precej neuspešno vodili iransko javno upravo. To je povzročilo nemire po državi, ki so bili zatrti, vendar kakšnih večjih protestov ali oboroženega odpora proti okupacijskim silam ni bilo.
V letu 1943 so Nemci načrtovali tudi gverilske operacije proti Britancem in Sovjetom v Iranu, ki bi jih izvedli v povezavi z lokalnim prebivalstvom, vendar je načrt zaradi nezainteresiranosti le-teh in težavne logistike propadel še pred začetkom operacij.
Sovjeti dogovora o umiku svojih sil niso spoštovali z izgovorom, da Iran predstavlja varnostno grožnjo in razširili svojo vojaško prisotnost proti jugu. S pomočjo vojske in tajnih služb sta bili kljub predhodnim dogovorom o nedotakljivosti iranske suverenosti v decembru 1945 na severu Irana vzpostavljeni kurdska država Republika Mahabad in azerska Ljudska republika Azerbajdžan. Kurdske milice so s pomočjo sovjetskih sil preprečevale vsakršen poskus Irana, da povrne nadzor nad območjem. S tem se je začela iranska kriza, ki je predstavljala eno od prvih napetosti med ZDA in Sovjetsko zvezo v času hladne vojne.
Ko je 2. marca 1946 potekel rok za umik okupacijskih sil iz Irana, se sovjetske sile niso želele umakniti. Iran se je zato pritožil pri OZN, ki je z resolucijami želela prisiliti Sovjete k umiku. Po posredovanju in grožnjah ZDA so se sovjetske sile pričele umikati šele maja 1946, torej dva meseca po izteku roka. Še pred umikom je bil sklenjen še iransko-sovjetski dogovor o prenosu nekaterih naftnih črpališč na severu Irana pod sovjetski nadzor. 
Po odhodu sovjetskih sil je do sredine decembra 1946 iranska vojska z ameriško pomočjo zrušila marionetni državi na severu. Voditelji LR Azerbajdžana so pobegnili v Sovjetsko zvezo, medtem ko so bili kurdski voditelji zajeti in obsojeni na smrt. Po izvolitvi novega parlamenta (1947) so poslanci nasprotovali ratifikaciji dogovora glede naftnih črpališč, saj je bil ta sklenjen pod prisilo. Ob podpori ZDA je bil dogovor razveljavljen.